# Lorenzo Galíndez de Carvajal
Lorenzo Galíndez de Carvajal (Plasencia, 23 de diciembre de 1472 - ib., c. 1528) fue un jurista y cronista castellano.

## Biografía

### Familia
Fue hijo de Diego González de Carvajal, arcediano de Coria y canónigo de Plasencia, segundo hijo de la familia de los Carvajales extremeños, de cuyo seno surgieron destacados personajes. Cabe destacar que por vía paterna, era descendiente de 8° generación de Alfonso X de Castilla. Así mismo, su bisabuelo Alvar García Bejarano había obtenido en 1375 de Enrique II el señorío de Orellana la Nueva, y el hermano de este, Juan de Carvajal, había sido cardenal de Sant'Angelo; del primero eran hijos su abuelo Gómez, regidor de Trujillo y alcaide de su fortaleza, y Garci, oidor de la Chancillería de Valladolid y consejero de Juan II.
Según él mismo indica en sus Anales nació en Plasencia, el 23 de diciembre de 1472, de una de las familias de mayor prestigio de la ciudad: los Galindez. Floranes apunta sobre los orígenes de éste que "su padre fue D. Diego González de Carvajal, arcipreste de Trujillo, arcediano de Coria ycanónigo de las Santas Iglesias de Sevilla yPlasencia, quien le hubo siendo ya clérigo en una doncella noble del linaje de los Galíndez de Cáceres"  y que posteriormente el propio padre obtuvo del rey Fernando una carta de legitimación de Lorenzo.
Contrajo matrimonio en Salamanca con Beatriz Dávila, hija de Martín Dávila Maldonado, señor de Villafranca y Las Navas, que durante la guerra de sucesión castellana había sido un destacado partidario de Isabel la Católica y fue su consejero, y de Catalina de Fontiveros, hija a su vez de Gil García de Fontiveros. 
La pareja tuvo por hijos a:
- Diego Carvajal y Dávila, I señor del Puerto, casado con Beatriz de Vargas y Sotomayor. Fundaron el mayorazgo de Carvajal y Vargas, y sus descendientes obtendrán el Condado del Puerto, Ducado de San Carlos y Correo Mayor de Indias. Siendo una de las familias más influyentes en la América Colonial, arraigados en Perú y Chile.
- Martín Dávila y Carvajal.
- Antonio Galíndez de Carvajal, comendador de La Magdalena en la Orden de Alcántara y veedor general en la guerra de Flandes.
- Isabel de Carvajal y Dávila, casada con Francisco Fernández de Córdoba, VII señor de Guadalcázar; sus descendientes obtendrán el Marquesado de Guadalcázar.

### Carrera

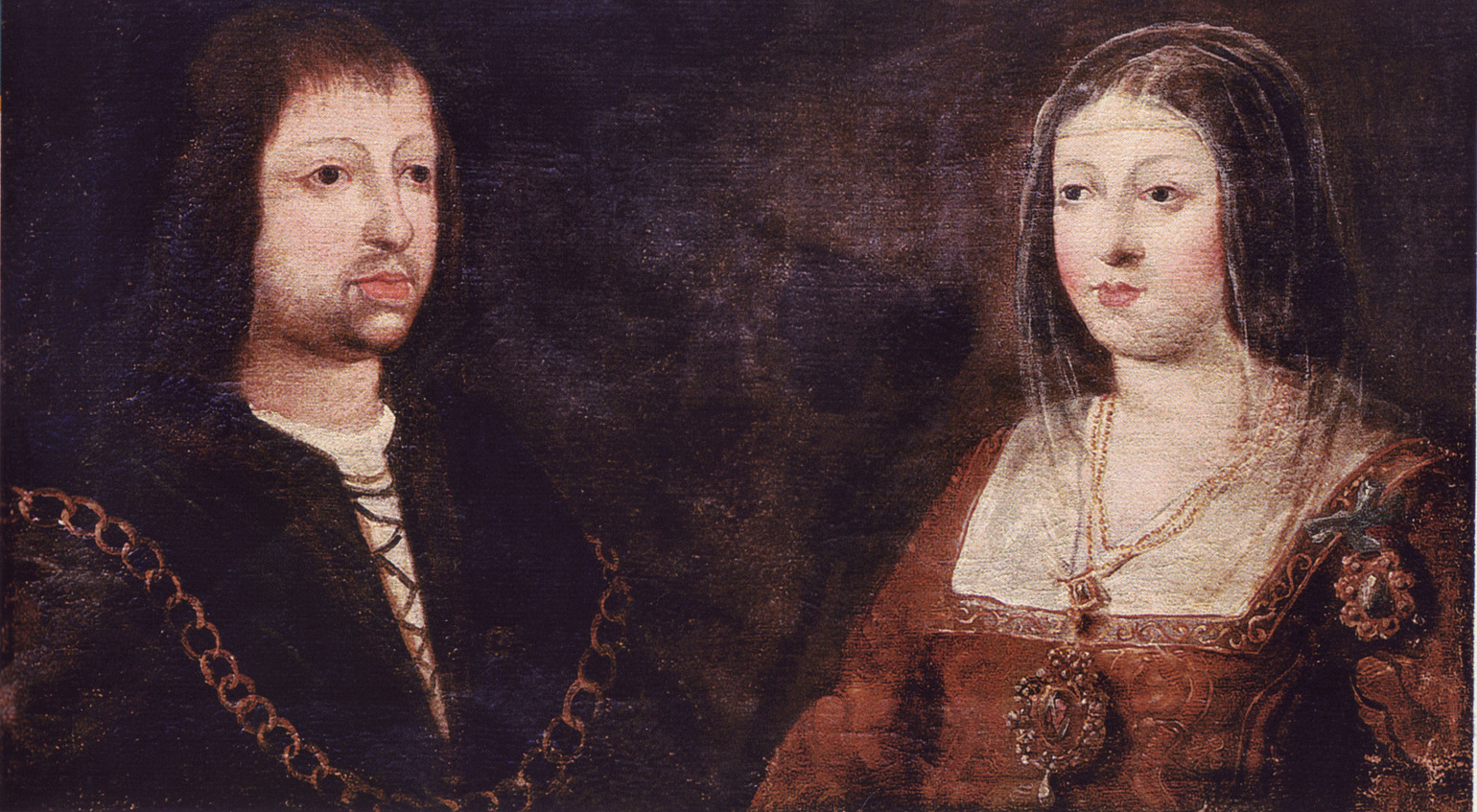
Los Reyes Católicos Fernando e Isabel.

Estudiante, y después catedrático de leyes en la Universidad de Salamanca, a los 27 años fue nombrado oidor de la Chancillería de Valladolid, por aquel entonces bajo la presidencia de Juan Arias de Villar, y tres años después, en 1502, miembro del Consejo Real de los Reyes Católicos Isabel I de Castilla y Fernando II de Aragón, presidido por Álvaro de Braganza o por Juan Daza. El año siguiente tomó el título de doctor.

La Península Ibérica en el año 1400.

Eran los comienzos del Imperio español: conquistada Granada, expulsados los judíos y convertidos los mudéjares, se ponía fin a casi ocho siglos de Reconquista; se fundaba la Chancillería de Ciudad Real, poco después trasladada a Granada; Cisneros sucedía al difunto cardenal Mendoza como primado de España, y Diego de Deza a Tomás de Torquemada al frente de la Inquisición; 
se consumaba la conquista de Canarias, Colón, los Pinzones, los Niño, De la Cosa, Ojeda y Pizarro se destacaban en el descubrimiento y conquista de las Indias, a medias con Portugal y con el beneplácito del valenciano Alejandro VI, mientras en Italia el Gran Capitán y en el Rosellón el duque de Alba dirigían las tropas españolas en la guerra contra Francia que terminaría con la conquista de Nápoles.
En 1504 moría la reina Isabel dejando dispuesto en su testamento la confección de un cuerpo legal único que agrupase las leyes que hasta entonces habían estado dispersas en distintos códigos: el Fuero Viejo, el Fuero Real de Alfonso X, las Partidas del mismo rey, el Ordenamiento de Alcalá de 1348, la multitud de disposiciones tomadas en casi cien Cortes celebradas en los 250 años anteriores y las pragmáticas, ordenanzas y reglamentos promulgados independientemente. «Un zarzal de donde difícilmente se podría desenredar el más astuto», cuya recopilación y composición le fue encargada a Carvajal, aunque su obra nunca llegó a darse a la imprenta: 
tras su muerte, en sucesivas Cortes de Valladolid se encargó su redacción a Pedro López de Alcócer, Hernando de Guevara y Diego Escudero, que fallecieron antes de ver completada su obra, en las de 1544 se solicitó la publicación de la realizada por Carvajal, 
pero finalmente fue la que compuso Gregorio López la que salió a la luz en 1555.
En 1505 intervino en las cortes celebradas en Toro en las que fueron promulgadas las leyes de Toro; el año siguiente llegaban a la península Felipe de Borgoña y Juana I de Castilla para tomar posesión del reino de Castilla;  en junio, el primero firmaba con el rey Fernando la Concordia de Villafáfila, por la que éste se retiraba a Aragón, dejando Castilla a la pareja. Sin embargo Felipe fallecía tres meses después, y los grandes del reino, reunidos en Torquemada, decidieron que Fernando regresase para tomar provisionalmente las riendas de Castilla hasta la llegada de su nieto Carlos; en el ínterin, una junta compuesta por el cardenal Cisneros, el presidente de Castilla Alonso Suárez de la Fuente del Sauce, y los consejeros Carvajal, Oropesa, Tello, Mújica y Polanco se hizo cargo de la administración de justicia.
Durante los años siguientes Carvajal no se separó del rey aragonés; 
miembro de la Junta de Indias desde 1513, 
al año siguiente se le otorgó el cargo de Correo Mayor de las Indias, que no sin vicisitudes mantendrían sus descendientes durante varias generaciones, 
Lo sucedieron en el cargo de correo mayor de Indias sus descendientes Diego de Carvajal y Vargas (1530-1562), Diego de Carvajal y Vargas (1562-1593), Diego Carvajal Vargas y Ortiz (1593-1631), Francisco de Carvajal Vargas y Córdoba (1631-1653), Diego Anastasio de Carvajal Vargas y Altamirano (1653-1693), Diego Gregorio de Carvajal y Vargas (1693-1731) y Fermín Francisco de Carvajal Vargas Chaves y Sotomayor (1731-1769)
Posteriormente conseguiría numerosos privilegios, entre ellos la concesión de los alfolíes y depósitos de granos de Granada, los almacenes de aparejos marinos en Málaga o las anchoverías y jabonerías de Granada, siendo además veedor de los tornos de seda de esta ciudad, 
regidor de Tenerife, Plasencia y Sagunto, caballero de la Orden de Calatrava y Escribano Mayor de Sacas, Puertos y Aduanas.

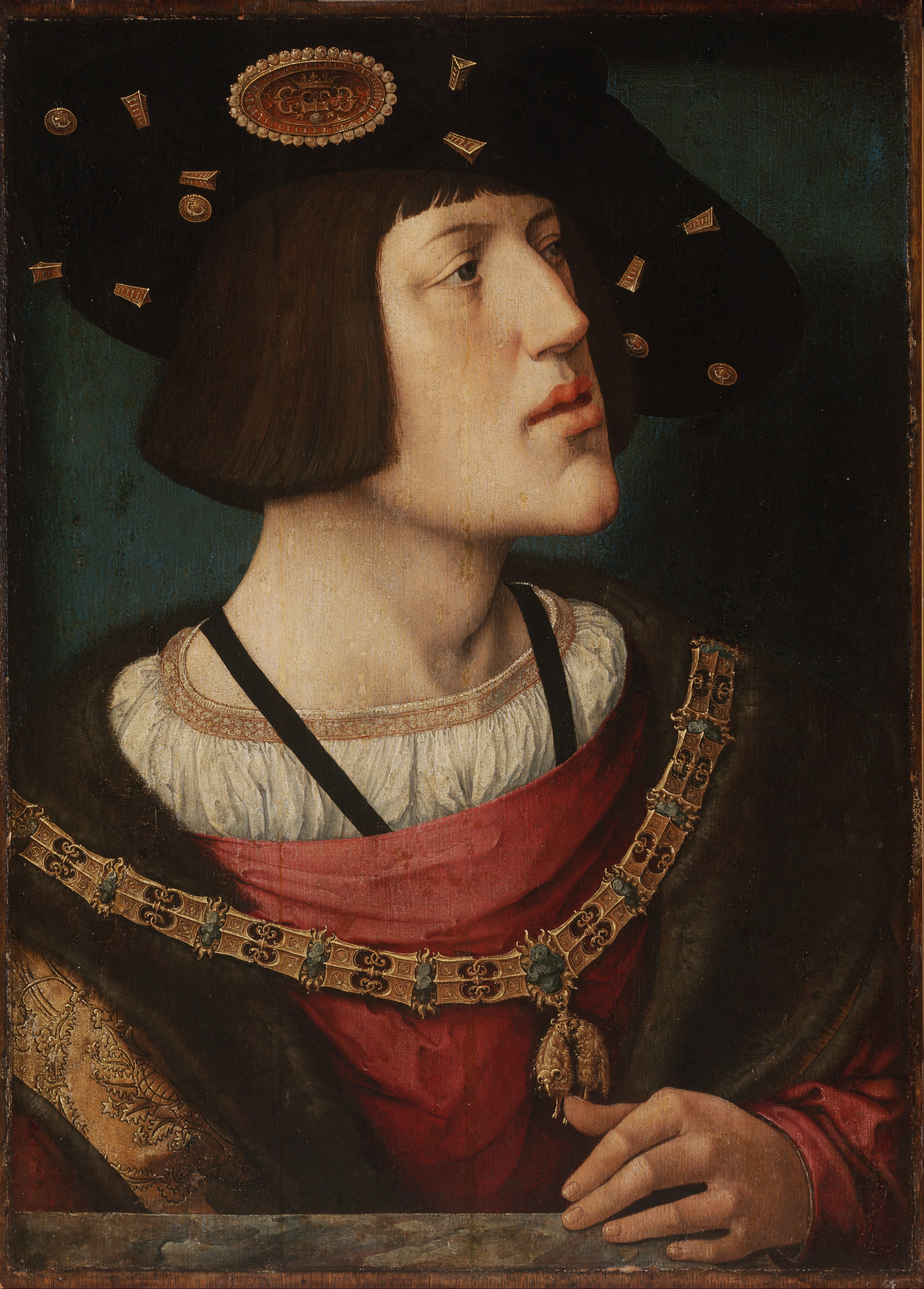
Carlos I.

En 1520 fue contactado por Martín Cortés, padre de Hernán Cortés, y por los procuradores de la Villa Rica de la Vera Cruz Alonso Hernández Portocarrero y Francisco de Montejo. Esta pequeña comitiva solicitó ayuda al consejero para abogar por los intereses de Hernán Cortés en la contienda contra Diego Velázquez de Cuéllar por obtener el derecho a gobernar los territorios recién conquistados de lo que sería la Nueva España; Galíndez decidió ayudarlos consiguiendo la entrevista con Carlos I, y apoyándolos ante el Consejo de Castilla.
Las últimas noticias sobre su persona datan de agosto de 1525, cuando todavía seguía suscribiendo los documentos oficiales; se supone que hacia esta fecha se jubiló, retirándose a su villa natal, donde debió morir antes de julio de 1530.

### Obras
- Memorial de los Carvajales (1505).
- Anales breves del reinado de los Reyes Católicos
- Claros varones
- Crónica de Enrique IV.

Perdidas:
- Historia de Castilla, citada por Ambrosio de Morales, Argote de Molina y Nicolás Antonio;
- Memorial de los linajes de Trujillo, que Francisco de Ulloa y Pellicer Ossau utilizaron como fuente para sus propias obras, y que Torres Fontes y Carretero Zamora sospechan se incluyó en los Linajes de España de Lope García de Salazar; según Barrantes, en el siglo XIX se conservaba en el Archivo de Simancas;
- Manuscritos curiosos, mencionada por Argensola; sobre la jornada de Argel de 1516;